# Sandy Bridge微架構
Sandy Bridge，或简称SNB（英特尔官方简称）或沙橋（中国大陆的网友或玩家一般使用的简称），是Intel研發的中央處理器微架構之代號，2005年開始研發，是為Intel Nehalem微架構的繼任者。2009年Intel公開展示使用Sandy Bridge微架構的處理器樣品，2011年1月正式發布，仍然使用Intel Core系列處理器作為首發產品。Sandy Bridge微架構的處理器均使用32納米平面雙柵極電晶體的製程。依照Intel的『Tick-Tock』策略，繼任的Intel Ivy Bridge微架構是Intel Sandy Bridge微架構的製程改進版。Intel Ivy Bridge使用22納米3D三柵極電晶體製程。2011年第四季度Intel展示使用Ivy Bridge微架構的處理器樣品，並宣布於2012年中期陸續發布基於Ivy Bridge微架構的處理器。

## 技術特點

Sandy Bridge四核心微架構圖解

Intel Sandy Bridge微架構的研發主要由Intel的以色列分公司的研發中心負責，原先Sandy Bridge代號為『Gesher』（希伯來語中意為『橋梁』）。後來為避免讓人聯想到以色列已解散政黨『Gesher political party』，遂改為現在的代號名稱。研發計劃組由Intel副總裁羅恩·弗里德曼領導並管理。2009年9月在Intel開發者論壇上，Intel展示了使用Sandy Bridge微架構的工程樣品處理器，展示的工程樣品處理器為A1步進，並運作於2.0GHz的時鐘頻率上。

### 快取
與Intel Nehalem微架構的相近，L1快取仍為每核心64KB（32KB資料快取+32KB指令快取），L2快取每核心獨占256KB，內建共用式L3快取，最高可達20MB。

### 多執行緒/超執行緒
部分型號的處理器（如Core i3、Core i7等）會繼續沿襲超執行緒技術，最高可達8核心，16執行緒。

### 融合顯示核心
在Intel Nehalem的製程改進版Intel Westmere上分立的顯示晶片和CPU晶片的設計，在Intel Sandy Bridge上以GPU和CPU完整融合進一塊晶片上的設計所取代，而且在Intel Sandy Bridge上顯示核心將與CPU共用L3快取，顯示核心官方中文品牌名稱為『核芯显卡』（僅中國大陸）。流動平台的處理器均採用這種設計，而這種設計在桌面平台僅見於LGA1155平台。

### 硬體視訊加速
Intel在Sandy Bridge上新增了Intel Quick Sync Video（快速視訊同步）技術，支援硬體加速視訊編碼/解碼。

### 北橋
延續Intel Nehalem的設計，記憶體控制器和PCI Express控制器整合於CPU核心中，而且在Sandy Bridge上，記憶體控制器的效能進一步提升，每個記憶體通道每時鐘週期支援兩次存取操作。

### 總線
仍然使用QPI/DMI總線，但處理器內部則改為環形總線（Ring Bus）的形式，單向傳輸位寬為256位元。處理器上各核心、GPU、快取、記憶體控制器、PCI Express控制器以及各種在處理器上的輸出輸入控制器等均以環形總線連接。

### 核心
對分支預測器的設計進一步優化，擴大微碼解碼器快取。電源和效能管理方面Turbo Boost（渦輪加速/睿頻）則升級為2.0版本。

### 指令集
提升處理器運算超越函數的效能，優化AES加密效能（AES指令集）和SHA-1切細效能；新增256位元指令集AVX指令集，增強矢量運算能力和浮點運算能力。

### 晶片組、處理器插座

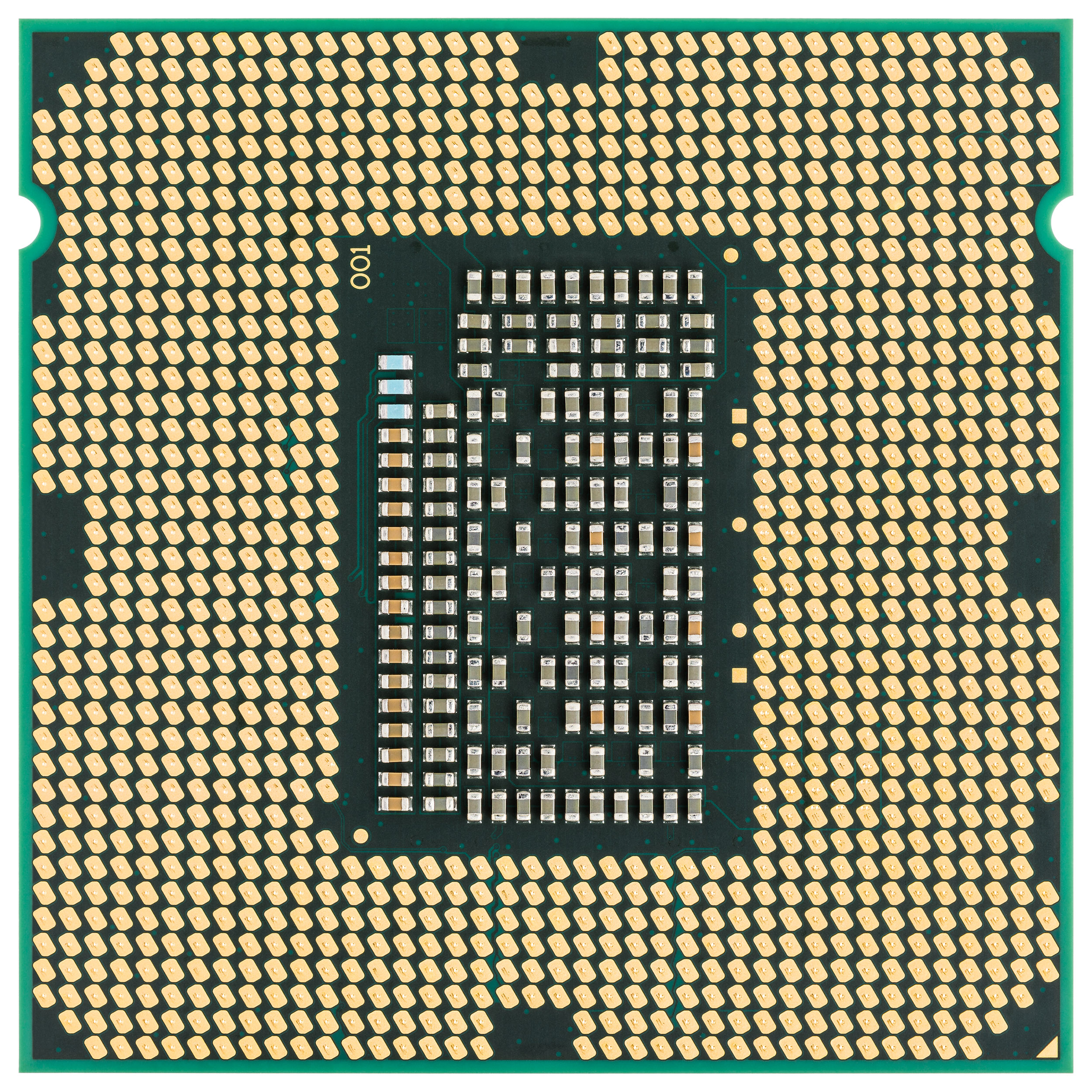
Sandy Bridge微架構的i7-2600K，採用LGA 1155

Intel為Sandy Bridge微架構的處理器推出了6系列消費級晶片組和C200系列企業級晶片組。處理器插座也順勢更變：桌上型平台、伺服器平台、工作站平台的為LGA 1155、LGA 2011、LGA 1356（僅伺服器、工作站平台）；行動平台的為BGA 1023/Socket G2、BGA 1224以及rPGA988B。

## CPUID和步進
幾乎所有的Sandy Bridge微架構的單核、雙核甚至是四核的處理器都使用了同樣為 0206A7h 的CPUID。這些資訊使得不能由CPUID直接識別處理器型號，但仍可以透過PCI配置空間來識別。後來極致效能/伺服器平台的Sandy Bridge-E，最高可達八核心十六執行緒，無整合顯示核心的處理器則使用 0206D6h 和 0206D7h 的CPUID。詳細的資訊如列表所示：
| 核心代號          | CPUID   | 步進 | 處理器插座                             | 晶片面積 | 電晶體數量 | 最大 核心數量 | 最大 顯示核心 執行單元數量 | 最大 L3快取容量 |
| ----------------- | ------- | ---- | -------------------------------------- | -------- | ---------- | ------------- | -------------------------- | --------------- |
| Sandy Bridge-HE-4 | 0206A7h | D2   | LGA 1155, rPGA988B, BGA-1224, BGA-1023 | 216 mm²  | 11.6億     | 4             | 12                         | 8 MB            |
| Sandy Bridge-H-2  | 0206A7h | J1   | LGA 1155, rPGA988B, BGA-1023           | 149 mm²  | 6.24億     | 2             | 12                         | 4 MB            |
| Sandy Bridge-M-2  | 0206A7h | Q0   | LGA 1155, rPGA988B, BGA-1023           | 131 mm²  | 5.04億     | 2             | 6                          | 3 MB            |
| Sandy Bridge-EP-8 | 0206D6h | C1   | LGA 2011                               | 435 mm²  | 22.7億     | 8             | 0（無整合顯示核心）        | 20 MB           |
| Sandy Bridge-EP-8 | 0206D7h | C2   | LGA 2011                               | 435 mm²  | 22.7億     | 8             | 0（無整合顯示核心）        | 20 MB           |
| Sandy Bridge-EP-4 | 0206D6h | M0   | LGA 2011                               | 294 mm²  | 12.7億     | 4             | 0（無整合顯示核心）        | 10 MB           |
| Sandy Bridge-EP-4 | 0206D7h | M1   | LGA 2011                               | 294 mm²  | 12.7億     | 4             | 0（無整合顯示核心）        | 10 MB           |

## 效能
- 平均效能表現繼續提升，根據IXBT Labs和Semi Accurate等眾多媒體的基準測試，每時鐘週期的效能比上代的Nehalem微架構高出平均11.3%，包括Nehalem微架構家族之中代號的Bloomfield、Clarkdale和Lynnfield等一眾處理器。[10]但相比Intel Nehalem與Intel Core巨大的效能落差，Intel Sandy Bridge與Intel Nehalem的效能落差相對小得多。由於AMD的Bulldozer微架構遲遲未能推出，加之原來的K10.5架構日漸老舊以及Bulldozer微架構推出後其效能表現不佳，使Intel Sandy Bridge的高階型號的處理器在x86處理器領域幾近毫無對手，開始了Intel獨霸的黃金十年（但是相對於整個處理器領域，目前仍落後於不少大型精簡指令集體系的處理器，如 IBM POWER 7）。

- 整合的顯示核心升格為Intel HD Graphics 2000/3000，執行單元為6個和12個，但其效能表現相比Intel Westmere的Intel HD Graphics 1000相比幾近翻倍，但仍不及AMD Fusion整合的Radeon HD 6550D/6530D等整合顯示核心。

## 晶片組缺陷
2011年1月31日，Intel突然發布關於6系列晶片組的召回通知，原因是PCH晶片組上SATA控制器的瑕疵。
這個SATA控制器的問題，在於其SATA 3Gbps連接埠會隨時發生故障而使主機板失去與硬碟機等設備的連線，儘管不會造成資料丟失等嚴重後果，而且SATA 6Gbps連接埠並沒有這個問題。Intel認為這個瑕疵僅會使5%的使用者在使用3年後才會出現問題，但儘管如此，重度輸出輸入負載會使這個問題更早暴露出來。
出現該問題的6系列晶片組批次屬於正式發售的B2步進版本，原來的工程樣品並沒有發現該問題的存在。Intel事後也迅速停止了B2步進版本的6系列晶片組的生產，改為生產經過電路修正後的B3步進的6系列晶片組。對主機板廠商和OEM主機廠商，對於已出貨的B2步進批次，Intel給予採購廠商有償退換B3步進批次的產品，召回和退換行動由2011年2月14日開始，截止至2011年4月，在Intel確認已回收完所有B2步進批次的6系列晶片組以後。在銷售終端方面，主機板廠商（例如華碩、技嘉等廠商）以及OEM品牌主機廠商（如DELL、HP等）則停止銷售並回收在架的產品，由於Intel的召回行動並沒有針對消費者，所以這些廠商有的自身出資為使用者更換問題主機板，有的則對問題主機板使用者提供技術支援（但可以選擇自行與廠商聯繫更換）等。
由於晶片組的瑕疵，使得日後Sandy Bridge微架構處理器的銷售受到了一定影響，畢竟要使用Sandy Bridge微架構處理器必須使用6系列/7系列（2011年第四季度推出）的晶片組，對於Nehalem微架構的5系列晶片組Intel則不予支援。儘管如此，新架構處理器的發布照常進行，並沒有受到影響。問題被公佈以後的兩個星期，一些問題晶片組仍有少量出貨，但主機板廠商卻要接受Intel的一系列條款，保證沒有使用者遇到晶片組出現問題的情況出現。

## 限制

### 超頻
Intel從Sandy Bridge微架構開始，處理器與PCH晶片組、晶片組與各系統總線之間統一使用DMI總線連接，而且還把系統總線（包括USB、SATA、PCI、PCI-E、CPU核心外頻、記憶體控制器等）的時鐘頻率統一由PCH晶片組內建的時鐘頻率發生器（DMICLK）產生，基準為100MHz，不再外加時鐘頻率發生器CK505 External。在處理器的倍頻被鎖定的情況下，提升時鐘頻率只能通過提升基準時鐘頻率，在Sandy Bridge微架構上，由於一改變基準時鐘頻率（DMI總線時鐘頻率）就會連帶改變所有系統總線的時鐘頻率，而部分系統總線（如SATA、PCI-E）並不能承受更高的時鐘頻率，致使基準時鐘頻率的提升空間被大大限制（僅能提升5%至7%），儘管DDR3系統記憶體的時鐘頻率倍率沒有限制。為照顧超頻使用者，Intel也順勢推出了不鎖倍頻的K/X系列處理器，允許使用者可以調整出超過Turbo Boost最大倍頻的倍頻值，但最高倍頻仍限制在57x。而在Sandy Bridge-E平台，限制相對放寬，Intel在BIOS/EFI中提供了幾個基準頻率的值以供使用者選擇。
在2010年的IDF上，Intel曾展示了一塊未知型號的基於Sandy Bridge微架構的處理器，在風冷情況下穩定運作在4.9GHz上。

### 晶片組
在6系列晶片組中，全線均採用LGA1155之處理器插座。H6X系列型號的H61晶片組不支援RAID，H67和H61不支援超頻（即使是不鎖倍頻的K系列處理器），但支援核芯顯卡顯示輸出；而P6X系列不支援核芯顯卡的顯示輸出；只有Z68支援超頻。
2012年中期推出的7系列全系列晶片組，除了供Intel Ivy Bridge使用以外，還可與Intel Sandy Bridge相容，其中的Z7X型號的晶片組支援超頻。而2011年後期發布的供Sandy Bridge-E處理器使用的X79晶片組，採用LGA2011插座，無顯示輸出支援。

## 繼任微架構
Intel依照Tick-Tock策略，於2012年發布Sandy Bridge微架構的製程改進版Ivy Bridge；而2013年Intel將會發布全新的Haswell微架構，取代現行的Sandy Bridge以及Ivy Bridge。

## 外部連結
- Intel's AVX page
- Marco Chiappetta. . HotHardware.com. 2011-01-02  [2011-01-02]. （原始内容存档于2011-01-06）.
- David Kanter. . realworldtech.com. 2010-09-25  [2010-12-16]. （原始内容存档于2010-12-03）.
- David Kanter. . realworldtech.com. 2011-08-08  [2011-11-04]. （原始内容存档于2011-11-19）.
- Gabriel Torres. . hardwaresecrets.com. 2010-12-30  [2011-01-16]. （原始内容存档于2011-09-28）.
- Andrew Van Til. . www.missingremote.com. 2011-01-03  [2011-01-03]. （原始内容存档于2011-01-04）.
- SNB系列第八弹，Sandy Bridge处理器同步评测（页面存档备份，存于）